# Sultan Husain I
Sultan Husain I, född 1668, död 1722, var en iransk monark ur den Safavidiska dynastin. Han var regerande shah av Iran mellan 1694 och 1722.